# تافي (مسلسل تلفزيوني)
تافي (بالفرنسية: Taffy)‏ هو مسلسل رسوم متحركة فرنسي من إنتاج مشترك من سايبر جروب ستوديوز وتيرنر للبث، وبُث في جميع أنحاء أوروبا عن طريق بوميرانغ وتلفزيون فرنسا وكرتون نتورك، وبث لأول مرة في ديسمبر من عام 2018 أما في الوطن العربي، فتم بثه لأول مرة في سبتمبر من عام 2019 على كرتون نتورك بالعربية وبوميرانغ. جُدد عرض المسلسل لموسم ثاني ما زال يتم العمل عليه حتى الآن.

## القصة
راكون يدعى «تافي» يعيش في مزبلة قريبة من منزل عجوز ثرية للغاية تدعى «السيدة مارشمور» فقرر التظاهر بأنه قط وساعده شكله الشبيه بالقطط والتظاهر بأنه قط ثري من عائلة فأستطاع خداع صاحبة المنزل الذي عتنت به وأعتبرته حيوانها المفضل والمدلل ولكن أستطاع كلبها وحيوانها الأليف الآخر وأسمه هو «بنتلي» والذي يبدأ بمحاولة الكشف عن أن تافي راكون وليس قط ومحاولاته تثير المشاكل الذي دائما تزعج الخادم في القصر.

## الأصوات العربية
تمت دبلجة المسلسل في أستوديوهات إيمدج برودكشن هاوس.
- علي سعد - بنتلي
- جيهان الملا - السيدة مارشمور
- حسن مهدي - الخادم
- زياد منذر
- شربل أيوب - تافي

## وصلات خارجية
تافي (مسلسل تلفزيوني) على موقع IMDb (الإنجليزية)
- تافي (مسلسل تلفزيوني) على موقع كينوبويسك (الروسية)
- تافي (مسلسل تلفزيوني) على موقع قاعدة بيانات الفيلم (الإنجليزية)